# Réjane Magloire
Réjane Magloire foi a vocalista principal do grupo afro-americano de new wave, Indeep. Ela é mais conhecida pelo single "Last Night A DJ Saved My Life". Formava o Indeep junto com Michael Cleveland e Rose Marie Ramsey.

## Filmografia
- Sesame Street Presents: Follow that Bird (1985)
- Wilma (1977)
- The Electric Company  (1971)

## Trilha Sonora
- Hysterical Blindness (2001) cantando Last Night a DJ Saved My Life (2002)

## Discografia
- DJ Saved My Life (1982)
- Forbidden Opera (2005-2006)